# Melodi Grand Prix Junior 2013
Il Melodi Grand Prix Junior 2013 è stata la dodicesima edizione del concorso canoro riservato ai bambini e ragazzi dai 9 ai 15 anni. Rimane invariata la scelta di NRK di non pubblicare i voti ed annunciarne solo il vincitore.

## Risultati
| N° | Artista         | Brano                  | Risultato |
| -- | --------------- | ---------------------- | --------- |
| 1  | Uzia            | «Stjerner»             | Eliminato |
| 2  | Maud & Kornelia | «Skjera baggera»       | Eliminato |
| 3  | Henrik          | «Når jeg ser på deg»   | Finalista |
| 4  | Ida             | «Lev ut drømmen i dag» | Eliminato |
| 5  | a-stream        | «På vei»               | Finalista |
| 6  | Synne & Ingrid  | «Superdeal»            | Finalista |
| 7  | Thale Henriette | «Ikke snu»             | Eliminato |
| 8  | Daniel          | «Tiden går fort»       | Eliminato |
| 9  | Anna            | «Kan ikke stoppe deg»  | Eliminato |
| 10 | Unik 4          | «Så sur da»            | Finalista |

### Finale
| N° | Artista        | Brano                | Posizione |
| -- | -------------- | -------------------- | --------- |
| 3  | Henrik         | «Når jeg ser på deg» | –         |
| 5  | a-stream       | «På vei»             | –         |
| 6  | Synne & Ingrid | «Superdeal»          | –         |
| 10 | Unik 4         | «Så sur da»          | 1         |